# The Boys (소녀시대의 노래)
"The Boys"는 대한민국의 걸 그룹 소녀시대의 세 번째 정규 앨범 The Boys의 타이틀곡이다. 한국에서는 2011년 10월 19일 공개되었지만, 나중에 맥시 싱글로 다른 나라에서도 2011년 12월 21일 발매되었다. 맥시 싱글에는 여러 리믹스 곡들이 수록되었다.

## 배경
'The Boys'는 이제까지의 곡과 달리 후크송이 아닌 팝 어반 댄스곡으로 만들어졌다. 이에 대해 수영은 "반복되는 멜로디가 있는 노래들로 1위를 계속하다 보니 우리도 고민이 많았다. 하나의 트렌드가 된 것처럼 느껴졌기 때문이다. "The Boys"를 계기로 후렴과 특정 비트만이 아닌 처음부터 끝까지 들을 수 있는 대중음악이 많아졌으면 한다"고 밝혔다. 유영진이 작사한 'The Boys'의 가사는 희망을 불어넣는 메시지를 담았다고 한다. 티파니는 "소녀시대 멤버들만이 아닌 모든 여성을 대표해서 이 시대를 살아가는 사람들에게 에너지를 주고 싶었다"고 설명했다.The Boys의 의상 컨셉은 '여걸'이고 옷은 승마복과 트레이닝복의 변형이다. 전체적인 느낌은 맞췄으나, 이전과는 달리 멤버들의 옷이 모두 다른 것이 특징이다. 의상을 담당한 민희진 SM엔터테인먼트 비주얼디렉팅팀장은 속옷 브랜드인 빅토리아 시크릿 패션쇼 피날레 무대 때 각기 다른 속옷을 입은 모델들이 한 자리에 모여 화려한 장면을 연출하는 데서 영감을 얻었다고 말했다.

## 뮤직비디오
"The Boys" 뮤직비디오는 홍원기 감독이 연출을 맡았고, 2011년 8월 말부터 6일동안 남양주에 있는 세트장에서 촬영되었다. 뮤직비디오는 매트릭스 기법 촬영과 초고속 팬텀플렉스 카메라로 촬영을 진행했다. 2011년 10월 14일에는 SM 공식 사이트와 유튜브를 통해 "The Boys" 한국어와 영어 버전의 뮤직비디오 티저 영상을 공개했고, 17일에는 2차 티저를 공개했다. "The Boys"의 뮤직비디오는 본래 10월 4일 아이튠즈를 통해 공개할 예정이었으나, 10월 19일로 공개가 미루어졌다. 이후 2011년 10월 19일 앨범 발매와 함께 뮤직비디오를 공개했다.
뮤직비디오는 공개 하루만에 유튜브에서 조회수 450만 건을 넘었다. 그리고 공개 4일만에 영어 버전과 한국어 버전 조회수를 합쳐 1,280건에 달했다. "The Boys" 한국어 버전은 유튜브 전세계 음악 카테고리에서 LMFAO, 저스틴 비버에 이어 "일주일동안 가장 많이 본 동영상" 3위에 올랐고, 10월 28일을 기준으로 한국어, 영어 버전을 합쳐 조회수 1,500만 건을 넘겼다. 또한 뮤직비디오는 2011년 페이스북에서 공유된 K-POP 관련 영상중 가장 많이 공유되었다. "The Boys"의 안무는 여성적인 안무 대신 "약간 남성적인, 더 크고 멋있는" 군무를 강조했다. 그 중 하나가 9명이 스트레칭하듯 동시에 앉는 것인데, 본래 이 부분은 멤버 4명만 앉는 것이었지만, 티파니가 9명 모두가 한번에 싹 없어지면 멋있지 않겠냐고 의견을 내 그렇게 바뀌었다.

## 공연 활동

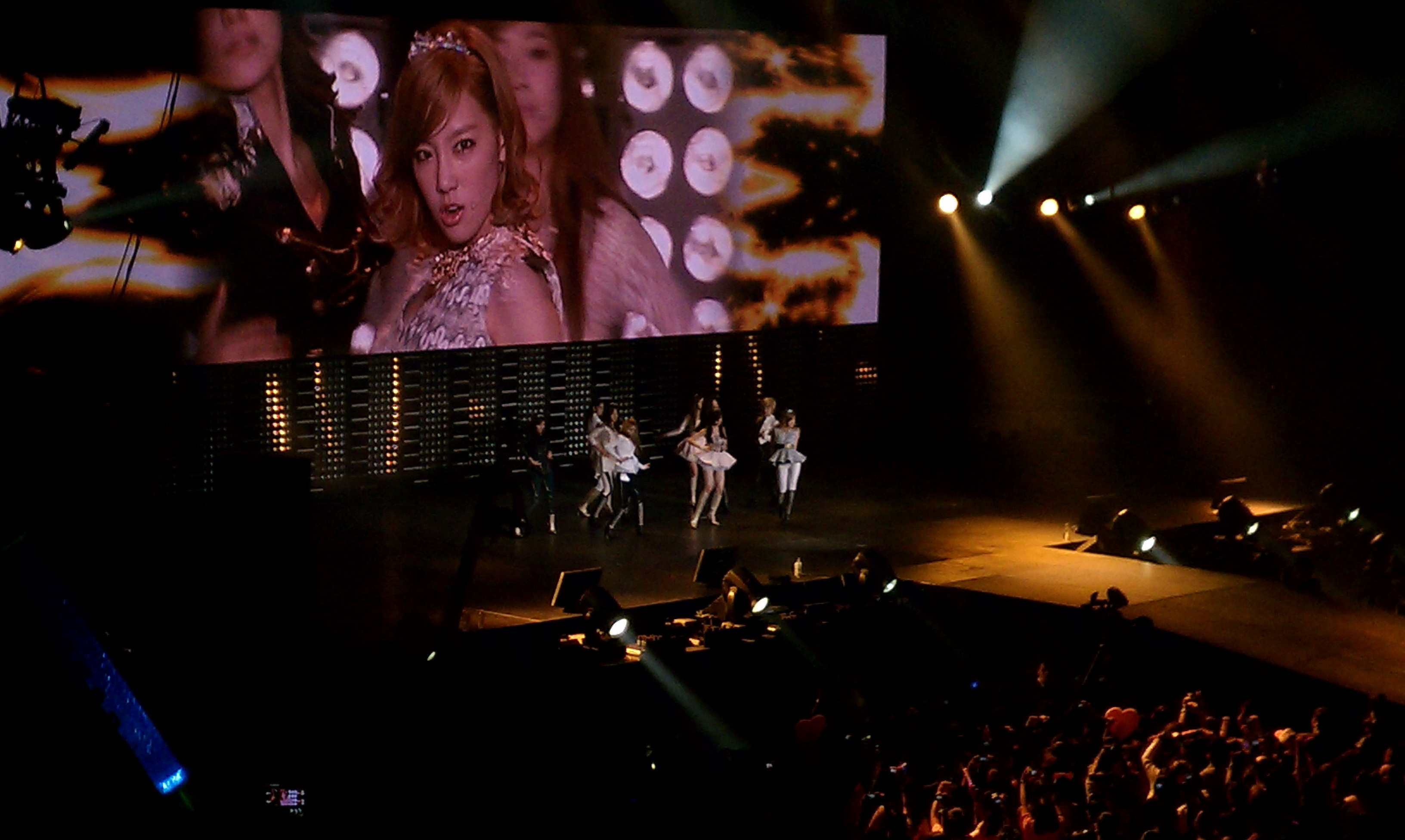
2011년 10월 뉴욕에서 열린 SM타운 콘서트에서 "The Boys" 공연중의 소녀시대.

2011년 10월 21일 KBS 《뮤직뱅크》에서 "The Boys"와 "Mr. Taxi"를 선보이며 컴백했다. 2011년 10월 23일 미국 뉴욕에서 열린 SMTown Live World Tour에서는 "The Boys" 영어 버전을 처음 공연했다. 2011년 11월 3일에는 서울 상암동 CJ E&M센터에서 열린 2011 스타일 아이콘 어워즈에 출연해 10번째 스타일 아이콘 선정과 동시에 "The Boys" 공연을 펼쳤지만, 제시카의 솔로 파트 중 음향사고가 일어났다. 11월 6일에는 서울 올림픽체조경기장에서 열린 2011 농심 사랑나눔콘서트에 출연해 "The Boys"를 불렀다. 2011년 11월 21일 서울 올림픽홀에서 열린 2011 대한민국 대중문화예술상에서는 오프닝 무대를 펼쳤다. 11월 29일 싱가폴에서 열린 Mnet 아시안 뮤직 어워드에서는 "The Boys"를 빠른 비트와 랩을 강조하는 리믹스 버전으로 바꿔 공연을 했다. 12월 1일에는 고려대학교 화정체육관에서 열린 종합편성채널 개국 공동 축하쇼 2부에서 축하 공연을 했다. 12월 9일과 10일 양일간 펼쳐진 싱가포르 2011 GIRLS’ GENERATION TOUR에서는 투어중 최초로 "The Boys" 무대를 선보였다. 12월 24일에는 흰색 의상을 입고 KBS 연예대상 1부 엔딩 공연을 했다.
2012년 1월 31일에는 소녀시대가 처음으로 미국 지상파 CBS의 《데이비드 레터맨쇼》에 출연해 "The Boys" 밴드 버전으로 불러 좋은 반응을 얻었다. 이후 2월 1일에는 또다른 지상파 ABC의 《Live! with Kelly》에도 출연해 공연했다. 2012년 2월에는 프랑스 채널 CANAL plus의 토크쇼 《르 그랑 주르날》에 유럽 방송에서 최초로 "The Boys" 공연을 했다. 또한 2012년 8월 18일 방영된 프랑스 파리 베씨 스타디움에서 열린 《뮤직뱅크 인 파리》에 출연해 여러 히트곡들과 "The Boys"를 공연했다.

## 평가
《10 아시아》의 김명현은 "후크 멜로디가 나와야 할 순간에 랩을 등장시키는 구성은 샤이니의 "Lucifer", 슈퍼주니어의 곡들과 닮은 면도 있다. 또한 글로벌 아이돌의 면모를 과시하는 소녀시대의 모습은 보아를 연상시킨다"고 평가했다. 《mk 뉴스》의 이현우는 "이번 노래는 그간 소녀시대가 해왔던 것과는 다르다. 강렬하고 파워풀한 사운드는 물론이고 세상의 중심에 우뚝 서는 강한 여자가 되겠다는 메시지를 포함하고 있다는 점은 주목할 만하다"고 기사를 썼다.

## 차트 성적
"The Boys"는 발매 첫 주 다운로드수 759,463만 건을 기록하며 다운로드 차트와 가온 디지털 종합차트에서 1위에 올랐다. 둘째주에는 "The Boys"가 다운로드수 620,454만 건을 기록하며 디지털 종합차트를 포함해 다운로드 차트에서도 2주 연속 1위를 했다. 빌보드 코리아 K-Pop 핫 100에서는 "The Boys"가 1위로 데뷔했다. "The Boys"는 3,032,658만 건의 다운로드를 기록해 2011년 연말 결산 가온 다운로드 차트에서 10위를 차지했지만, 디지털 종합차트에서는 43위에 그쳤다.
이 외에 컴백 일주일만에 음악프로그램 《엠카운트다운》과 《뮤직뱅크》에서 1위를 했다. "The Boys"는 《엠카운트다운》에서 3회, 《인기가요》 3회, 《뮤직뱅크》에서 6주연속 1위에 오르며 음악 프로그램에서 총 11회 1위를 했고, 특히 《뮤직뱅크》 6주연속 1위는 2011년 최장 기간 1위의 기록이다.

## 트랙 리스트
한국 The Boys 수록곡
1. "The Boys" - 3:46
2. "The Boys" (English Ver.) - 3:46

일본 GIRLS' GENERATION 리패키지 수록곡
1. "The Boys" (Japanese Version) - 3:51

맥시 싱글
1. "The Boys" - 3:48
2. "The Boys" (Clinton Sparks & Disco Fries Remix) - 4:48
3. "The Boys" *Bring Dem Boys* - 3:38
4. "The Boys" *Bring The Boys Out* - 4:26
5. "The Boys" *Bring The Boys* - 4:03
6. "The Boys" (Instrumental) - 3:48
7. "The Boys" (A Cappella) - 3:46

## 차트
| 차트 (2011)                 | 최고 순위 |
| --------------------------- | --------- |
| 대한민국 가온 디지털 차트   | 1         |
| 대한민국 가온 스트리밍 차트 | 1         |
| 대한민국 가온 다운로드 차트 | 1         |
| 대한민국 코리아 핫 100      | 1         |
| 음악 프로그램               | 순위      |
| 인기가요 Take7              | 1         |
| 뮤직뱅크 K-차트             | 1         |

### 연간 차트
| 차트 (2011)                   | 최고 순위 |
| ----------------------------- | --------- |
| 대한민국 가온 디지털 종합차트 | 43        |
| 대한민국 가온 스트리밍 차트   | 49        |
| 대한민국 가온 다운로드 차트   | 10        |

## 같이 보기
- 2011년 가온 디지털 차트 1위 목록